# Zezé Botelho Egas
Maria José de Arruda Botelho Egas (?-1973), mais conhecida como Zezé Botelho Egas, foi uma pintora, escultora, restauradora e miniaturista brasileira. Ao lado do artista  carioca Pedro Bruno (1888-1949), Zezé Egas faz parte de um grupo de artistas que no final do século XIX e início do XX, representava personagens negros de forma atrelada ao passado escravista.
Sua obra mais reconhecida é "Escravo com Gargalheira", uma escultura em bronze, pedra e ferro, criada em 1936.  Nos anos de 1943 e 1944, participou do Salão Paulista de Belas Artes com as artistas Fayga Ostrower e Georgina de Albuquerque na Galeria Prestes Maia, em São Paulo.

## Biografia
Filha de Álvaro Carlos de Arruda Botelho e Maria de Arruda Botelho.

## Exposições
- 1935 Salão Paulista de Belas Artes, São Paulo, Brasil[7]
- 1936 Salão Paulista de Belas Artes, São Paulo, Brasil[8]
- 1940 7° Salão Paulista de Belas Artes, São Paulo, Brasil (Menção Honrosa: Escultura)[9]
- 1943 Salão Paulista de Belas Artes, Galeria Prestes Maia, São Paulo, Brasil (Medalha de Bronze: Escultura)[4]
- 1944 Salão Paulista de Belas Artes, Galeria Prestes Maia, São Paulo, Brasil[5]